# Primo Mori (ciclista)
Primo Mori (San Miniato, 7 aprile 1944) è un ex ciclista su strada italiano.
Professionista dal 1969 al 1975, vinse una tappa al Tour de France 1970.

## Carriera
Corridore con caratteristiche di passista scalatore, ottenne come principale successo da professionista la vittoria nella tredicesima tappa del Tour de France 1970, da Grenoble a Gap. Vinse una tappa anche alla Volta Ciclista a Catalunya 1971 e fu ottavo al Giro d'Italia 1969. È padre di Manuele e Massimiliano Mori, entrambi ciclisti professionisti.

## Palmarès
- 1966 (dilettanti)

Coppa Lanciotto Ballerini
- 1970 (Salvarani, una vittoria)

13ª tappa Tour de France (Grenoble > Gap)
- 1971 (Salvarani, una vittoria)

5ª tappa, 1ª semitappa Volta Ciclista a Catalunya (Santa Coloma de Gramenet > Barcellona)

### Altri successi
- 1970 (Salvarani)

Circuito di Laveno Mombello
- 1973 (Sammontana)

Circuito di Tavarnelle Val di Pesa

## Piazzamenti

### Grandi Giri
- Giro d'Italia

1969: 8º
1971: 64°
1973: 30º
1974: 23º
1975: 28º
- Tour de France

1970: 28º
1971: 12º
1972: 39º

### Classiche monumento
- Milano-Sanremo

1972: 86º
1973: 47º
1974: 105º
1975: 82º
- Parigi-Roubaix

1971: 37º